# Hurricane (Eden Golan)
Hurricane è un singolo della cantante israeliana Eden Golan, pubblicato il 10 marzo 2024.
La canzone è una versione ampiamente modificata del brano originale, October Rain, il cui testo faceva riferimento alla guerra Hamas-Israele e, di conseguenza, è stata modificata a seguito delle pressioni dell'UER.

## Descrizione
Il brano è stato scritto da Avi Ohayon, Keren Peles e Stav Beger. Secondo Eran Swissa di Israel HaYom, la canzone narra la storia di una "giovane donna che emerge da una crisi personale".
In un'intervista con The Times of Israel, la Golan ha dichiarato che, nonostante sapesse che competere all'Eurovision Song Contest 2024 "non sarebbe stato semplice", voleva comunque rappresentare Israele "per via del significato della canzone [...] possiamo esternare tutto ciò che proviamo e tutto ciò che il paese sta attraversando in quei tre minuti. Per parlare attraverso la canzone al mondo".
Hannah Brown, in un'analisi per The Jerusalem Post, ha scritto che il pezzo parla "di perdita e redenzione". Avi Ohayon ha successivamente riferito in un'intervista che "sapevamo che avremmo scritto sulla situazione [israeliana] [...] Abbiamo cercato di farlo nel modo più sottile possibile, con un sottotesto".
Secondo un'ulteriore analisi condotta da Lior Zaltzman per Kveller, si è avanzata l'ipotesi che i testi potessero essere interpretati come un richiamo alle opinioni mondiali su Israele e come sensibilizzazione per la liberazione degli ostaggi israeliani dalla prigionia di Hamas. Zaltzman ha poi aggiunto che l'immagine di un uragano "sembra descrivere molto bene lo stato mentale di Israele dopo il 7 ottobre".

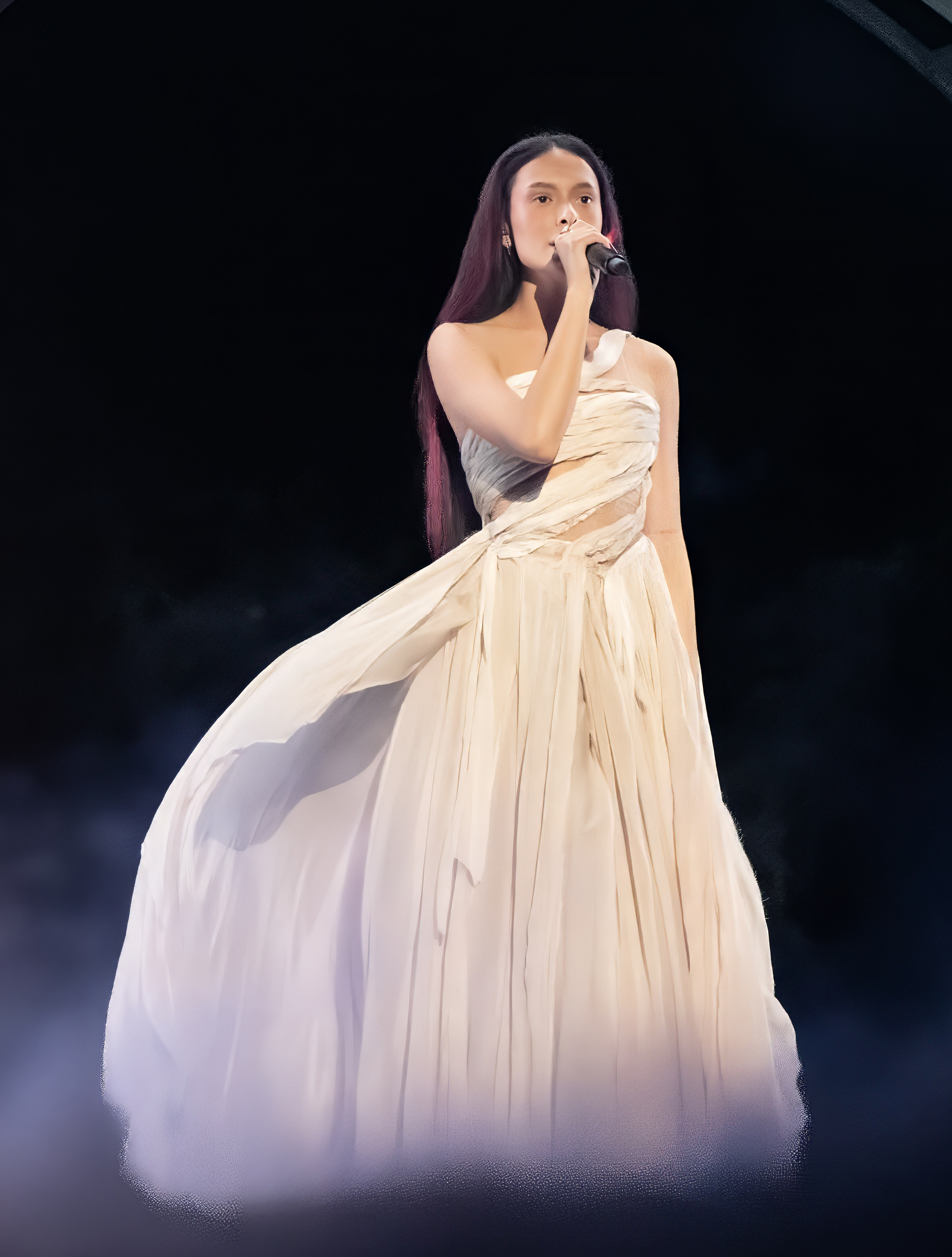
Eden Golan mentre si esibisce sulle note di Hurricane durante le prove finali per l'Eurovision Song Contest, 10 maggio 2024

## Promozione
L'emittente radiotelevisiva israeliana IPBC ha utilizzato HaKokhav HaBa, per la prima volta dal 2020, come metodo di selezione per determinare il rappresentante nazionale per l'Eurovision Song Contest 2024. Alla finale del 6 febbraio, il cui risultato è stato determinato da una combinazione di punti della giuria professionale e del pubblico, Eden Golan è emersa vittoriosa, ottenendo il diritto di rappresentare Israele nel contest.
Il processo di scrittura della canzone per il vincitore era iniziato tre settimane prima, con la scelta del brano affidata a un comitato interno. Secondo un report di Ynet, poche ore prima della sua uscita, la canzone è trapelata online nella sua interezza. È stata poi ufficialmente pubblicata il 10 marzo 2024 in una trasmissione speciale sul canale israeliano Kan 11.

## Accoglienza
Il brano ha ricevuto opinioni negative dai media locali israeliani. Noa Limone, scrittrice per il quotidiano israeliano Haaretz, ha scritto una recensione pesantemente negativa della versione originale della canzone, deridendola per la mancanza di "dichiarazioni significative" e affermando che "anche l'IA ha più anima di questa assurdità [...] sarebbe stato meglio inviare una canzone come Harbu Darbu, perché almeno ha qualcosa da dire. Qualcosa di bellicoso, vendicativo, alcuni dicono razzista, ma almeno chiaro".
Dudi Fatimer di The Jerusalem Post ha espresso anch'egli un giudizio negativo su Hurricane, ritenendola "noiosa" e "più adatta alla playlist della Radio dell'Esercito che all'Eurovision", aggiungendo che Golan avrebbe dovuto inserire più testi in ebraico: "speravo in una canzone che mi toccasse, che mi facesse sentire orgoglioso come israeliano [...] questa canzone non va proprio in quella direzione".
Einar Schiff, redattore per Ynet, ha scritto un articolo di opinione in risposta al cambiamento della canzone da parte di IPBC per soddisfare i requisiti dell'Eurovision Song Contest, criticando fortemente l'emittente. In esso, Schiff ha dichiarato che "se piegarsi fosse uno sport, [IPBC] otterrebbe un punteggio perfetto", affermando che "la libertà artistica" è stata scambiata con "pressioni politiche e diplomatiche inevitabili durante il tempo di guerra da parte di [Isaac Herzog]". Ha inoltre accusato IPBC di aver fallito nel tentativo di lavare l'immagine di Israele nella partecipazione al conflitto Gaza-Israele, scrivendo, "l'illusione che possiamo essere un piccolo paese in guerra che ha inflitto decine di migliaia di vittime, compresi uomini e donne innocenti, e persino bambini che sono sempre innocenti, e ancora comportarsi come se fossimo nel 1999, è esplosa perché pensavano di poter agire con vigore e non con saggezza".
Shayna Weiss ha paragonato Hurricane a 1944 di Jamala, una canzone sulla deportazione dei tatari di Crimea che ha vinto l'Eurovision Song Contest 2016 per l'Ucraina, affermando che: "Penso che [Israele] abbia provato a prendere la strada dell'Ucraina".

## Video musicale
Insieme al rilascio della canzone, è stato pubblicato anche un video musicale il giorno stesso. Hannah Brown del Jerusalem Post ha espresso l'opinione che il videoclip, che mostrava ballerini in un campo, facesse un chiaro riferimento al massacro del festival musicale Supernova.

## Controversie

### Polemiche sui testi
Originariamente, la canzone era intitolata October Rain secondo quanto riportato da Israel HaYom il 19 febbraio. Due giorni dopo, il giornalista di Ynet, Ran Boker, riportò che l'UER, l'organizzazione che gestisce l'Eurovision Song Contest, ne aveva respinto l'ingresso sulla base del contenuto politico. In risposta, IPBC inizialmente dichiarò che non avrebbe cambiato i testi o il contenuto della canzone, mettendo così in a rischio la partecipazione del paese al festival. In una dichiarazione contrastante, i tre autori del brano affermarono in seguito che, sebbene non si opponessero a cambiare i testi, non avevano ricevuto istruzioni specifiche su cosa modificare. Golan successivamente emise una dichiarazione in risposta alle critiche rivolte alla canzone, riferendo di essere "consapevole di ciò che sta accadendo ma di comprendere il dialogo", continuando nel frattempo i preparativi per partecipare al contest secondo quanto detto dai suoi conoscenti.
Dopo che un'altra canzone intitolata Dance Forever fu respinta il 28 febbraio, IPBC, nonostante le precedenti dichiarazioni, optò per apportare modifiche ai testi di October Rain, dopo le pressioni esercitate dal presidente israeliano Isaac Herzog. La riscrittura e la registrazione della canzone, in seguito chiamata Hurricane, furono completate il 3 marzo. Dopo un'ultima richiesta di riscrittura da parte dell'UER, la versione finale del pezzo fu inviata per l'approvazione il 5 marzo.

### Richieste di esclusione
Numerose sono state le richieste per l'esclusione della stessa Golan e di Israele dall'Eurovision Song Contest 2024 sin dall'inizio della guerra Hamas-Israele. Diversi media legati alla manifestazione europea, come Eurovoix e ESC Xtra, hanno iniziato a limitare la loro copertura della partecipazione israeliana al contest. Molte petizioni, in particolare provenienti dai paesi nordici, sono state create per chiedere l'esclusione di Israele entro febbraio; una proveniente dall'Islanda è riuscita a ottenere oltre 10 000 firme.
Quando Hurricane è stata diffusa poche ore prima della sua uscita ufficiale, Ynet ha registrato casi di sostenitori palestinesi che chiedevano il ritiro del paese, oltre a minacce di proteste sul palco eurovisivo a Malmö se la canzone avesse avuto il permesso di competere. Sono stati fatti anche appelli per boicottare il concorso da parte delle emittenti nazionali in Europa se Israele avesse partecipato; una di queste è stata fatta da Ione Belarra, leader del partito politico di sinistra spagnolo Podemos, a febbraio 2024. D'altra parte, vi sono stati anche diversi oppositori a questi appelli; sempre a febbraio, circa 400 celebrità e musicisti hanno firmato una lettera a sostegno dell'inclusione di Israele nel festival.

## Tracce
Testi di Keren Peles, Avi Ohayon e Stav Beger, musiche di Stav Beger.
1. Hurricane – 2:58

## Classifiche

### Classifiche settimanali
| Classifica (2024) | Posizione massima |
| ----------------- | ----------------- |
| Grecia            | 15                |
| Israele           | 2                 |
| Lituania          | 24                |
| Svezia            | 47                |
| Svizzera          | 29                |

### Classifiche di fine anno
| Classifica (2024) | Posizione |
| ----------------- | --------- |
| Israele           | 17        |

### Annotazioni
1. ↑  Controversa canzone del duo Ness e Stilla a sostegno delle forze di difesa israeliane.

### Fonti
1. 1 2 3  (HE) אבי זייקנר, ישראל באירוויזיון 2024: עדן גולן תבצע את השיר "Hurricane" - אירוויזיון 2024, su EuroMix, 3 marzo 2024. URL consultato il 16 marzo 2024.
2. ↑  (EN) Eran Swissa, Hours after Israel changes Eurovision song, new revisions introduced to avoid politics, su Israel HaYom, 3 marzo 2024. URL consultato il 16 marzo 2024.
3. ↑  (EN) Amy Spiro, Capping weeks of uncertainty, Israel unveils its 2024 Eurovision song: ‘Hurricane’, su The Times of Israel, 11 marzo 2024. URL consultato il 16 marzo 2024.
4. 1 2  (HE) רועי אלמן, "יש המון דרכים להגיד באירוויזיון את מה שרצינו. עם ישראל לא נכנע ולא מתקפל", in Ynet, 10 marzo 2024. URL consultato il 16 marzo 2024.
5. ↑  (EN) Lior Zaltzman, Israel's 2024 Eurovision Song 'Hurricane' Is Here, su Kveller, 12 marzo 2024. URL consultato il 16 marzo 2024.
6. ↑  (EN) James Stephenson, 🇮🇱 Israel: "The Next Star" Announces Hosts and Judging Panel, su Eurovoix, 25 luglio 2023. URL consultato il 16 marzo 2024.
7. ↑  (EN) Rachel Fink, Israel selects Eurovision contestant amid calls to ban participation over Gaza war, in Haaretz, 7 febbraio 2024. URL consultato il 16 marzo 2024.
8. ↑  (HE) אבי זייקנר, השיר הישראלי לאירוויזיון 2024 ייבחר על ידי ועדה - אירוויזיון 2024, su EuroMix, 16 gennaio 2024. URL consultato il 16 marzo 2024.
9. ↑  (HE) בצל המלחמה: השינוי הדרמטי בבחירת השיר הישראלי לאירוויזיון, su Maariv, 16 gennaio 2024. URL consultato il 16 marzo 2024.
10. 1 2  (EN) Ran Boker, Israel's Eurovision song leaked online, pro-Palestinian users cry 'propaganda', in Ynetnews, 10 marzo 2024. URL consultato il 16 marzo 2024.
11. ↑  (EN) David Smith, Israel: Eden Golan releases her Eurovision 2024 song "Hurricane", su wiwibloggs, 10 marzo 2024. URL consultato il 16 marzo 2024.
12. 1 2  (HE) אבי זייקנר, ישראל תשתתף באירוויזיון 2024: השיר ייחשף ב-10 במרץ! - אירוויזיון 2024, su EuroMix, 3 marzo 2024. URL consultato il 16 marzo 2024.
13. 1 2  (HE) הראל ישראל, ישראל באירוויזיון 2024: כך צפוי להיראות משדר חשיפת השיר הישראלי - אירוויזיון 2024, su EuroMix, 6 marzo 2024. URL consultato il 16 marzo 2024.
14. ↑  (EN) Noa Limone, Israel's perfect Eurovision entry is basically a visionless vision, in Haaretz, 27 febbraio 2024. URL consultato il 16 marzo 2024.
15. ↑  (EN) Disgraceful Eurovision song: Israel will embarrass itself with 'Hurricane' - opinion, su The Jerusalem Post, 12 marzo 2024. URL consultato il 16 marzo 2024.
16. ↑  (EN) Einav Schiff, Israel folds like a deck of cards in time for Eurovision, in Ynetnews, 4 marzo 2024. URL consultato il 16 marzo 2024.
17. 1 2  (EN) Jackie Hajdenberg, Music video for ‘Hurricane,’ Israel’s Eurovision entry, released after changes that tone down references to Oct. 7, su Jewish Telegraphic Agency, 11 marzo 2024. URL consultato il 16 marzo 2024.
18. ↑  (EN) 'Hurricane' headed to Eurovision, as Israel releases entry video for song competition, su The Jerusalem Post, 10 marzo 2024. URL consultato il 16 marzo 2024.
19. ↑  (HE) דרמה בבחירת השיר לאירוויזיון: למה אחד מיוצרי השיר הנבחר מאיים למשוך אותו? | ישראל היום, su Israel HaYom, 12 marzo 2024. URL consultato il 16 marzo 2024.
20. ↑  (HE) רן בוקר, האירוויזיון בסכנה: השיר עלול להיפסל בטענה ש"מילותיו פוליטיות", בתאגיד מתעקשים: לא נחליף, in Ynet, 21 febbraio 2024. URL consultato il 16 marzo 2024.
21. ↑  (EN) Ran Boker, Exclusive: Eden Golan fires back at critics of Israeli Eurovision entry: 'I Believe in it', in Ynetnews, 26 febbraio 2024. URL consultato il 16 marzo 2024.
22. ↑  (HE) רן בוקר, "אנחנו עוד נרקוד שוב": זה השיר הישראלי שהגיע למקום השני בדרך לאירוויזיון, in Ynet, 28 febbraio 2024. URL consultato il 16 marzo 2024.
23. ↑  (HE) החשש - המילים יתפרשו כפוליטיות: השיר לאירוויזיון שוכתב שוב | ישראל היום, su Israel HaYom, 3 marzo 2024. URL consultato il 16 marzo 2024.
24. ↑  (EN) Eurovoix Team, Statement: Eurovoix's Coverage of Israel in the Eurovision Song Contest, su Eurovoix, 20 novembre 2023. URL consultato il 16 marzo 2024.
25. ↑  (EN) Statement regarding HaKokhav HaBa on behalf of ESCXTRA.com, su ESCXTRA.com. URL consultato il 16 marzo 2024.
26. ↑  (EN) Jackie Hajdenberg, Eden Golan to represent Israel in Eurovision 2024 amid calls for Israel’s ban from song competition, su Jewish Telegraphic Agency, 9 febbraio 2024. URL consultato il 16 marzo 2024.
27. ↑  (EN) Alvaro Sanabria-Rangel, Spain: Left party demands Israel expulsion from Eurovision!, su Eurovision Fun, 1º febbraio 2024. URL consultato il 16 marzo 2024.
28. ↑  (EN) Gene Simmons, Helen Mirren, Boy George sign open letter supporting Israel’s inclusion in Eurovision, in The Guardian, 15 febbraio 2024. URL consultato il 16 marzo 2024.
29. ↑  (EN) Official IFPI Charts - Digital Singles Chart (International) - Week: 20/2024, su IFPI Greece. URL consultato il 14 aprile 2025 (archiviato dall'url originale il 22 maggio 2024).
30. ↑  (HE) שבוע 21 - mako היטליסט, su hitlist.mako.co.il. URL consultato l'11 giugno 2024 (archiviato dall'url originale il 23 maggio 2024).
31. ↑  (LT) 2024 30-os SAVAITĖS (gegužės 10d. – 16d.) SINGLŲ TOP100, su AGATA. URL consultato il 17 maggio 2024.
32. ↑  (EN) Eden Golan - Hurricane, su Swedish Charts. URL consultato il 20 ottobre 2024.
33. ↑  (DE) Eden Golan - Hurricane, in Schweizer Hitparade. URL consultato il 20 ottobre 2024.
34. ↑  (HE) מצעד 2024, su hitlist.mako.co.il. URL consultato l'11 marzo 2025 (archiviato dall'url originale l'11 marzo 2025).